# Ctimene rubropicta
Ctimene rubropicta là một loài bướm đêm trong họ Geometridae.